# Beto Fuscão
Beto Fuscão (Florianópolis, 13 de abril de 1950 – Florianópolis, 6 de diciembre de 2022) fue un futbolista brasileño que jugaba en la posición de defensa.

## Carrera

### Club
| Periodo   | Club                   |
| --------- | ---------------------- |
| 1968-1971 | Figueirense FC         |
| 1971-1972 | América                |
| 1973-1977 | Grêmio de Porto Alegre |
| 1977-1980 | SE Palmeiras           |
| 1980      | São José-RS            |
| 1985      | Araçatuba              |
| 1986      | Uberaba                |
| 1987      | Tiradentes             |

### Selección nacional
Jugó para Brasil en nueve partidos en 1977 sin anotar goles.

## Muerte
Fuscão murió el 6 de diciembre de 2022 en Florianópolis a los 72 años por complicaciones de un cáncer de estómago.

## Logros

### Club
- Campeonato Gaúcho: 1977

### Selección nacional
- Taça Oswaldo Cruz: 1976
- Torneo Bicentenario de los Estados Unidos: 1976[2]
- Copa Kirin: 1978

### Individual
- Bola de Prata: 1976,[3]